# Paul Rösch
Paul Rösch (* 13. Juli 1952 in Heidelberg) ist ein deutscher Biophysiker, emeritierter Hochschullehrer und Unternehmensgründer.

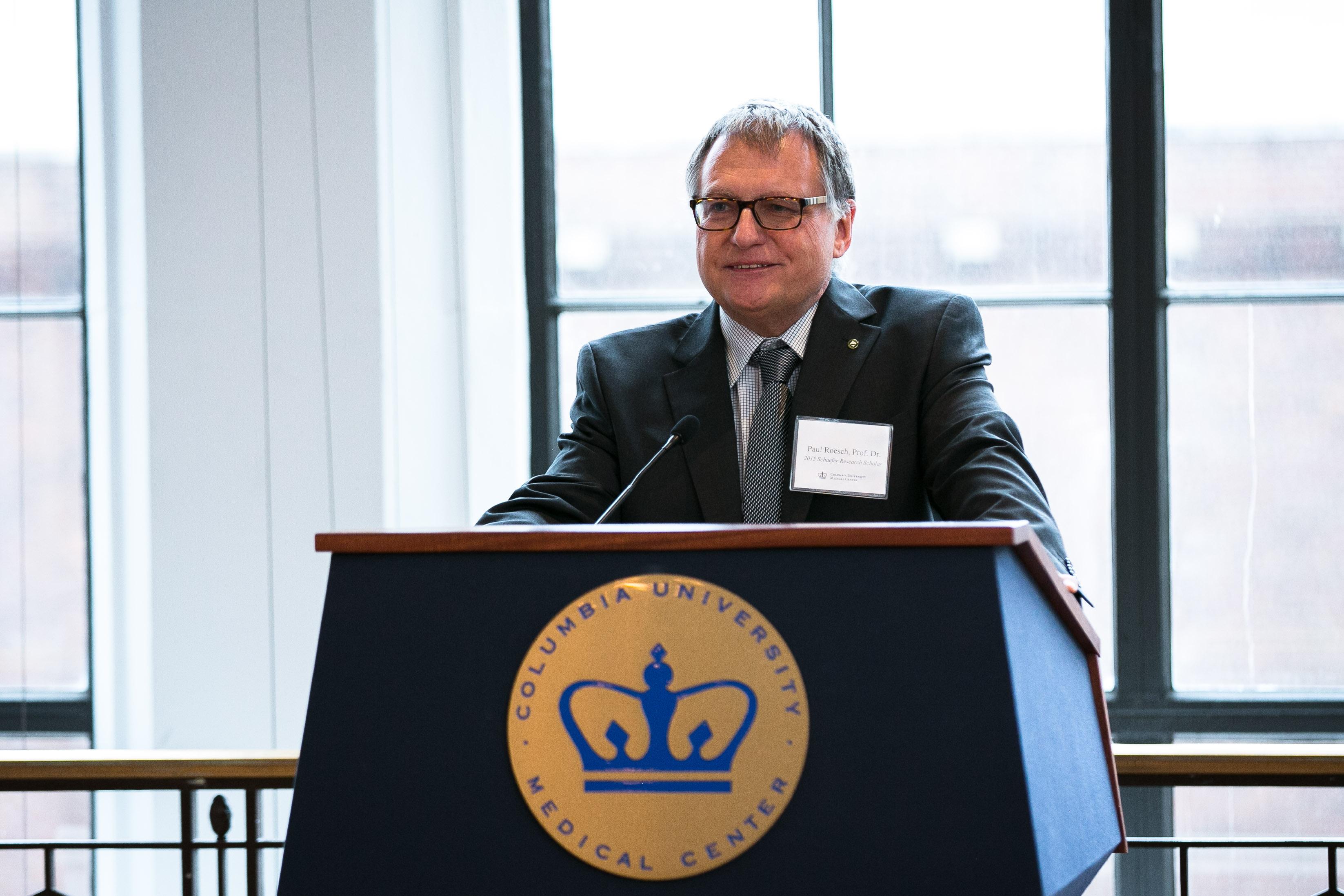
Paul Rösch (2015)

## Leben
Paul Rösch studierte Physik an der Universität Karlsruhe (TH) und der Universität Heidelberg. Die Diplomprüfung legte er im Jahr 1976 ab. Nur zwei Jahre später promovierte er sich an derselben Hochschule zum Doktor der Naturwissenschaften (Dr. rer. nat.); seine Doktorarbeit führte er am Max-Planck-Institut für Medizinische Forschung in Heidelberg bei Karl Hermann Hauser durch. Anschließend arbeitete er als Postdoktorand an der University of Pennsylvania School of Medicine bei Mildred Cohn und Britton Chance über Phosphotransferasen. 1979 kehrte er an das Max-Planck-Institut für Medizinische Forschung in Heidelberg zurück in die Abteilung Biophysik unter Leitung von Ken Holmes. Die Lehrberechtigung in Biophysik erhielt er im Jahr 1989 ebenfalls an der Universität Heidelberg. Von 1990 bis 2018 war Paul Rösch Inhaber des Lehrstuhls Biopolymere an der Fakultät für Biologie, Chemie und Geowissenschaften der Universität Bayreuth und Direktor des dortigen Forschungszentrums für Bio-Makromoleküle. Er war Vizesprecher des 2007 ausgelaufenen Sonderforschungsbereiches „Lymphoproliferation und virale Immundefizienz“, von 2004 bis 2008 Vizesprecher im DFG Fachkollegium „Grundlagen der Biologie und Medizin“ und Sprecher des 2012 beendeten Graduiertenkollegs im Elitenetzwerk Bayern „Lead Structures of Cell Function“.
2010 gründete er zusammen mit Stephan Schwarzinger die ALNuMed GmbH, deren Geschäftsführer (CEO) er von 2015 bis 2020 war.

## Leistungen
Paul Rösch beschäftigt sich mit der räumlichen Struktur von Biomolekülen in Lösung, die hauptsächlich von ihm angewandte Technik ist die NMR-Spektroskopie. Frühe wissenschaftliche Beiträge waren Arbeiten zur Aufklärung des Reaktionsmechanismus von Phosphotransferasen, zum Beispiel des bakteriellen Phosphoüberträgerproteins HPr und der Adenylat-Kinase. Später widmete er sich zunächst der Aufklärung der Struktur des Transaktivator-Proteins aus HIV und des Peptides Aß der Alzheimer-Krankheit. Es folgten Beiträge zur strukturellen Basis der Regulation der Transkription in Bakterien, die Aufklärung der Struktur von Allergenen und Studien zur Struktur von Peptidhormonen. Unter seiner Federführung genehmigte die Gemeinsame Wissenschaftskonferenz dem Nordbayerischen NMR-Zentrum im Jahre 2011 das weltweit zweite 1-GHz-NMR-Spektrometer als Forschungsbau.
Er ist Mitglied im Editorial Board von Frontiers in Immunology, Editor-in-Chief von Biomedicines / Cell Biology and Pathology und von Scientifica. Rösch ist darüber hinaus Mitglied der Deutschen Physikalischen Gesellschaft, der Gesellschaft zur wissenschaftlichen Untersuchung von Parawissenschaften und der Gesellschaft Deutscher Naturforscher und Ärzte.
Rösch ist Träger des „Ludwig Schaefer Award for Excellence in Human Physiology Research“ 2015 der Columbia University in New York.

## Schriften
- Burmann BM, Knauer SH, Sevostyanova A, Schweimer K, Mooney RM, Landick R, Artsimovitch I, Rösch P.: An α Helix to β Barrel Domain Switch Transforms the Transcription Factor RfaH into a Translation Factor. Cell. 2012, 150:291-303.
- Schweimer K, Prasch S, Sujatha PS, Bubunenko M, Gottesman ME, Rösch P.: NusA interaction with the α subunit of E. coli RNA polymerase is via the UP element site and releases autoinhibition Structure. 2011, 19:945-54.
- Burmann BM, Schweimer K, Luo X, Wahl MC, Stitt BL, Gottesman ME, Rösch P. A NusE:NusG complex links transcription and translation. Science. 2010, 328:501-4.
- Sticht H, Bayer P, Willbold D, Dames S, Hilbich C, Beyreuther K, Frank RW, Rösch P.: Structure of amyloid A4-(1-40)-peptide of Alzheimer's disease. Eur J Biochem. 1995, 233:293-8.
- Willbold D, Rosin-Arbesfeld R, Sticht H, Frank R, Rösch P.: Structure of the equine infectious anemia virus Tat protein. Science. 1994, 264:1584-7.